# Deyvaznāv
Deyvaznāv (persiska: دِيوَزناو) är en ort i Iran.   Den ligger i provinsen Kurdistan, i den nordvästra delen av landet, 500 km väster om huvudstaden Teheran. Deyvaznāv ligger 1 564 meter över havet och antalet invånare är 436.
Terrängen runt Deyvaznāv är bergig västerut, men österut är den kuperad.Runt Deyvaznāv är det ganska tätbefolkat, med 65 invånare per kvadratkilometer. Närmaste större samhälle är Pāveh, 13,1 km sydväst om Deyvaznāv. Trakten runt Deyvaznāv består i huvudsak av gräsmarker.